# Allium cyprium
Allium cyprium är en amaryllisväxtart som beskrevs av Brullo, Pavone och Cristina Salmeri. Allium cyprium ingår i släktet lökar, och familjen amaryllisväxter. Inga underarter finns listade i Catalogue of Life.